# Рима Сан Джузепе
Рѝма Сан Джузѐпе (на италиански: Rima San Giuseppe; на пиемонтски: Rima, Рима) е село в Северна Италия, община Алто Серменца, провинция Верчели, регион Пиемонт. Разположено е на 1411 m надморска височина. Населението е 58 души (1 януари 2018).